# François Girard (homme politique)
Pour les articles homonymes, voir François Girard et Girard.
François Joseph Henri Girard est un homme politique français né à Marseille le 23 juillet 1761 et décédé à Paris le 26 mars 1854.

### Sources
- « François Girard (homme politique) », dans Adolphe Robert et Gaston Cougny, Dictionnaire des parlementaires français, Edgar Bourloton, 1889-1891 [détail de l’édition]